# Waal (Hollande-Méridionale)
Pour les articles homonymes, voir Waal (homonymie).
Waal est un petit village néerlandais de la commune de Molenlanden, en Hollande-Méridionale. Waal est situé au bord du Lek.

## Histoire
Avant le XIVe siècle, une rupture de la digue du Lek a formé à cet endroit une grande mare profonde (ou wiel, d'où le nom du village). À l'époque, les habitants n'ont pas réussi à combler la mare, et on a choisi de l'entourer d'une digue. Le long de cette digue se sont installées les habitations qui ont formé le hameau. Par la suite, la mare s'est ensablée. En 1772, la digue du Lek a été rétablie, et la mare a été asséchée et poldérisée.

## Source
- (nl) Cet article est partiellement ou en totalité issu de l’article de Wikipédia en néerlandais intitulé « Waal (Liesveld) » (voir la liste des auteurs).